# 列別金 (鮑里斯皮爾區)
50°21′32″N 31°8′34″E / 50.35889°N 31.14278°E
列別金（烏克蘭語：Лебедин）是位於烏克蘭北部的村莊，由基辅州鲍里斯皮尔区的鲍里斯皮尔市镇負責管轄。該村始建於1677年，面積2.34平方公里，海拔高度102米，2001年人口1,147，人口密度每平方公里489.5人。